# Svarta Örn (1745)
Svarta Örn var en fregatt och ett örlogsfartyg inom Svenska flottan och byggdes 1745 på Karlskrona Örlogsvarv efter ritningar av skeppsbyggmästaren Gilbert Sheldon.
Fartyget såldes 1792.